# Riese (altägyptisches Sternbild)
Nechet ist in den Ramessidischen Sternuhren die altägyptische Bezeichnung des Sternbildes Riese, für das 16 Stundensterne angegeben sind (E1 bis E16). Möglicherweise liegen in der Überlieferung Doppelnennungen für die Stundensterne E6, E15 und E16 vor, sodass das Sternbild Riese nur aus 13 Stundensternen bestanden haben könnte. 
Es handelt sich bei Nechet weitestgehend um das Sternbild Wassermann, daneben um Teile der Sternbilder Schütze und Steinbock.

## Stundensterne von Nechet
- E1: Tepi-a-schauti-net-nechet (Vorläufer der beiden Federn des Riesen; ρ1 Sagittarii)
- E2: Schauti-net-nechet (Die beiden Federn des Riesen; β Capricorni)
- E3: Tepi-a-hedjet (Vorläufer der Keule; ε Aquarii)
- E4: Tep-nechet (Kopf des Riesen; μ Aquarii)
- E5: Tep-en-hedjet-net-nechet (Kopf der Keule des Riesen; ν Aquarii)
- E6: Hedjet-net-nechet (Keule des Riesen; E3 Aquarii?)
- E7: Nehbet-net-nechet (Hals des Riesen; β Aquarii)
- E8: Chabef (Sein Sichelbein; τ Capricorni)
- E9: Mendetef (Seine Brust; δ Capricorni)
- E10: Beges (Hüfte; α Aquarii)
- E11: Sedjhef (Sein Schenkel; δ Aquarii)
- E12: Ped-nechet (Knie des Riesen; λ Aquarii)
- E13: Sebeqef (Sein Unterschenkel; 98 Aquarii)
- E14: Petef (Sein Podest; ω2 Aquarii)
- E15: Ia-sa-petef (Nachläufer seines Podestes; ?)
- E16: Seba-en-sa-pet (Stern hinter dem Podest; ?)